# Luzy-Saint-Martin
Luzy-Saint-Martin is een gemeente in het Franse departement Meuse (regio Grand Est) en telt 106 inwoners (2009). De plaats maakt deel uit van het arrondissement Verdun.

## Geografie
De oppervlakte van Luzy-Saint-Martin bedraagt 7,3 km², de bevolkingsdichtheid is dus 14,5 inwoners per km².
De onderstaande kaart toont de ligging van Luzy-Saint-Martin met de belangrijkste infrastructuur en aangrenzende gemeenten.

## Demografie
Onderstaande figuur toont het verloop van het inwonertal (bron: INSEE-tellingen).